# Žepna kocka
Žepna kocka je 2x2x2 različica mehanske uganke izumitelja Erna Rubika pod imenom Rubikova kocka. 
Sestavljena je iz osmih kotnih kockic, brez centrov in robovnih kockic.

## Permutacije
Število permutacij žepne kocke je
{\displaystyle {\frac {8!\cdot 3^{7}}{24}}=7!\cdot 3^{6}=3674160\;.}
Iz katerekoli pozicije kocke je največje možno število potez za optimalno rešitev 11 v polobratni metriki in 14 v četrtobratni metriki

## Rešitev
Zelo razširjena metoda rešitve so zadnji koraki pri metodah rešitve za Rubikovo 3x3x3 kocko - rešitev kotov. Metode rešitve podpirajo razne sekvence potez.

## Rekordi
Hitrostni rekorder je Poljak Maciej Czapiewski, ki je na Grudziądz Open 2016 postavil čas 0,49 s.